# Jérôme Meizoz
 (mai 2023).
Jérôme Meizoz, né le 23 décembre 1967 à Martigny (Valais, Suisse), est professeur associé à l'Université de Lausanne, écrivain et critique littéraire.

## Biographie
Originaire de Riddes (Valais), Jérôme Meizoz est le cadet d'une fratrie de cinq enfants. Il grandit à Vernayaz (Valais, Suisse) dans une famille politisée de gauche. Il effectue ses écoles gymnasiales au Lycée-collège de l'Abbaye de Saint-Maurice. Après des études de lettres à l'Université de Lausanne, achevées par un mémoire de master sur Jean-Marc Lovay, il part étudier la sociologie à Paris, où il suit les cours de l'écrivain-sociologue Pierre Bourdieu, qui préfacera sa thèse.
Devenu docteur ès lettres en 2000, il enseigne un certain temps à Zurich, puis à l'Université de Genève, où en tant que chargé de cours suppléant, il donne en hiver 2000-2001 un séminaire consacré à Maurice Chappaz. À la Faculté des lettres de l'Université de Lausanne, il est directeur de la Formation doctorale interdisciplinaire et enseigne aussi la littérature française.

## Parcours littéraire
Jérôme Meizoz publie d'abord des études littéraires en lien avec la littérature romande, puis élargit son domaine à la littérature francophone du XVIIIe (Rousseau) et du XXe siècle. Il mêle rapidement approches sociologiques et littéraires. Il exerce également une activité de chroniqueur littéraire dans plusieurs revues suisses et françaises. Considéré comme un spécialiste de Charles Ferdinand Ramuz, Jérôme Meizoz participe à L'histoire de la littérature en Suisse romande de Roger Francillon (vol. 3 et 4) (Payot, 1998-1999) et collabore à l'édition critique des romans de Ramuz dans la Bibliothèque de la Pléiade (Gallimard).
Jérôme Meizoz écrit également des récits de fiction, aux titres brefs et peu joyeux, constellés de faits autobiographiques. Après Morts ou vif, qui obtient la mention « Livre de la Fondation Schiller 2000 », les Éditions Zoé publient un recueil de petites proses, Destinations païennes. La revue Europe (septembre 2000) et la Revue de Belles-Lettres (no. 3-4, 2000) ont donné en prépublication quatre proses issues de ce recueil. Elles ont fait objet de lectures publiques, dans une mise en scène de François Marin, au Festival de la Cité (Lausanne, 11 juillet 2000) ainsi qu'au théâtre de l'Alambic (Martigny, 13 novembre 2000).
Jérôme Meizoz reçoit le Prix d'encouragement artistique du canton du Valais en 2000. Il fait partie de la Fondation Ramuz, du Groupe d'Olten et de Pro Litteris. En 2003, paraît aux Éditions d'en bas Jours rouges, libre évocation du parcours militant de Paul Meizoz (grand-père de l'auteur, 1905-1988) dans les luttes sociales des années 1930 à 1950. Jérôme Meizoz dans la postface qu'il rédige revendique pour son texte la place d'« acte mémoriel » face au manque de mémoire littéraire dont « pâtit le mouvement ouvrier ». Il anime des ateliers d'écriture aux Rencontres de Bienne.

## Publications scientifiques (essais)
- Le toboggan des images : lecture de Jean-Marc Lovay, Genève, Éditions Zoé, 1994
- Ramuz : un passager clandestin des lettres françaises, Genève, Éditions Zoé, 1997
- Le droit de "mal écrire" : quand les écrivains romands déjouent le "français de Paris", Genève, Éditions Zoé, 1998
- Un lieu de parole : notes sur quelques écrivains du Valais romands (XXe siècle), Saint-Maurice, Éditions Pillet, 2000, 158 p.
- L'âge du roman parlant 1919-1939, préf. de Pierre Bourdieu, Genève, Droz, 2001, 510 p. (édition commerciale de la thèse de doctorat, Université Lausanne)
- Le gueux philosophe (Jean-Jacques Rousseau), Lausanne : Antipodes, 2003, 124 p.
- L'œil sociologue et la littérature : essai, Genève, Slatkine, 2004, 242 p.
- Confrontations (1994-2004), Lausanne : Éditions Antipodes, 2005, 306 p.
- Postures littéraires : Mises en scène modernes de l'auteur, Genève, Slatkine Éditions, 2007, 210 p. (ISBN 9782051020411)
- La fabrique des singularités : postures littéraires II, Genève, Slatkine, 2011, 282 p.
- Écrire les mondes vernaculaires. Littérature, ethnologie et création sociale, Rimouski/Trois-Rivières, Tangence éditeur, coll. « Confluences », 2021.

## Publications historico-socio-politiques (récits engagés)
- Jours rouges : un itinéraire politique, Lausanne, Éditions d'en bas, 2003
- Rapport Amar, Genève, Éditions Zoé, 2006, 87 p.
- Temps morts : une jeunesse jaciste 1937-1945, préf. d'Annie Ernaux, Lausanne, Éditions d'en bas, 2014
- Saintes colères, Genève, Éditions d'Autre part, 2014, 162 p.
- Haut Val des loups, Genève, Éditions Zoé, 2015, 128 p.

## Publications fictionnelles (récits)
- Morts ou vif, Genève, Éditions Zoé, 1999
- Destinations païennes, Genève, Éditions Zoé, 2003
- Les désemparés, Genève, Éditions Zoé, 2005, 67 p.
- Terrains vagues, Lausanne : L'Aire, 2007, 69 p.
- Père et passe, Lausanne / Cognac, Éditions d'en bas / Le Temps qu'il fait, 2008, 77 p. (ISBN 9782829003448)
- Jérôme Meizoz et Zivo, Fantômes, Lausanne, Éditions d'en bas, 2010, 72 p. (ISBN 9782829003905)
- Lettres au pendu, et autres écrits de la boîte noire, Sierre : Éditions Monographic, 2011, 173 p.
- Séismes, Genève, Zoé, 2013, 93 p. (ISBN 9782881828904)
- Jérôme Meizoz et Zivo, Pénurie, Lausanne, art&fiction, coll. « Re:Pacific », 2013, 220 p. (ISBN 978-2-940377-67-1)
- Faire le garçon, Genève, Éditions Zoé, 2017, 160 p. (ISBN 978-2-88927-391-1)
- Haute trahison (monologue), Genève, Éditions la Baconnière, 2018, 28 p. (ISBN 978-2-940431-79-3)
- Absolument modernes!, Genève, Éditions Zoé, 2019, 155 p. (ISBN 978-2-88927-680-6)
- Malencontre (roman), Genève, Éditions Zoé, 2022, 151 p. (ISBN 978-2-88927-970-8)
- Le hameau de personne (roman), Genève, Éditions Zoé, 2025, 153 p. (ISBN 978-2-88907-455-6)

## Poésie
- Commerce de bouches, avec gravures de Matthieu Berthod, Éditions Empreinte, 2024, 92 p.  (ISBN 978-2-940505-61-6)

## Sources
- « Jérôme Meizoz », sur la base de données des personnalités vaudoises sur la plateforme « Patrinum » de la Bibliothèque cantonale et universitaire de Lausanne.
- Anne-Lise Delacrétaz, Daniel Maggetti, Écrivaines et écrivains d'aujourd'hui, p. 265
- Sabine Leyat, Les auteurs du Valais romand 1975-2002, p. 89
- 24 Heures 2003/04/12-13, p. 26 avec photo
- Voir aussi: Roselyne König, "Entretien avec Jérôme Meizoz" Écriture, 2003, no 61, p. 235-239
- Jérôme Meizoz sur viceversalitterature.ch
- A D S - Autorinnen und Autoren der Schweiz - Autrices et Auteurs de Suisse - Autrici ed Autori della Svizzera